# 追求真理
真理黨（基里巴斯语：Boutokaan Te Koaua），又譯真理砥柱，是基里巴斯的一个已不存在的政党，該黨是通過基里巴斯國家進步黨分裂後而創建的，該黨是1979年獨立後執政的第一個政黨，是基里巴斯的一個政黨，2020年它又與基里巴斯优先合併為支持基里巴斯優先黨。
在2003年基里巴斯的总统选举中，该党的候选人湯安諾以47.4%的得票率当选总统。两个月后的立法选举中该党在41个席位中赢得16个。
在2007年8月22日和8月30日的基里巴斯眾議院選舉中，該黨贏得18個議席。2007年10月17日，Anote Tong以多數票再次當選為主席。由於兩名反對黨候選人被排除在外，反對派抵制選舉，其中包括汤的兄弟哈利。2016年，关爱基里巴斯党的塔內希·馬茂接任總統。

## 內閣成員
以下是基里巴斯共和國2007年至2011年真理之柱的內閣成員名單：
- Hon Anote Tong - 基里巴斯共和國總統兼外交和移民部長
- Hon Teima Onorio – 副總統兼商業、工業和合作社部長
- Hon Amberoti Nikora – 內務和社會事務部長
- Hon Iotebwa Redfern – 勞工和人力資源發展部長
- Hon Tetabo Nakara – 環境、土地和農業發展部長
- Hon James Taom – 教育部長
- Hon Natan Teewe – 財政和經濟發展部長
- Hon Tawita Temoku –菲尼克斯群島發展部部長
- Hon Taberannang Timeon – 漁業和海洋資源開發部長
- Kautu Tenaua 博士閣下 – 衛生和醫療服務部長
- Hon Kouraiti Beniato – 公共工程和公用事業部長
- Hon Temate Ereateiti – 交通運輸和旅遊發展部長

該國原本是中華民國台灣的邦交國，但於2019年斷交。